# Philippe de Ladoucette
Philippe (Robert Michel François) de Ladoucette, né le 15 mars 1948 à Paris, est un dirigeant français d'entreprises publiques. De 2006 à 2017, il a été président de la Commission de régulation de l'énergie, l'autorité administrative indépendante française chargée de veiller au bon fonctionnement du marché de l'énergie.

## Biographie
Fils du baron Charles de Ladoucette (1912-2007), colonel et écuyer du cadre noir, et de Thérèse Gendebien (connue sous le nom de scène Marjane (1912-2016)), il fait des études à l'université de la Sorbonne et à l'École nationale des ponts et chaussées (diplômé de l'Atelier d'Urbanisme - Promo 1972) , et obtient ses doctorats de sociologie et d'économie. Il est ensuite chargé de cours à l'université Pierre-et-Marie-Curie (Paris VI) de 1972 à 1974.
Il entre alors au ministère de l'Équipement en 1974 et devient commissaire à l'industrialisation des Ardennes entre 1977 et 1983. Il revient au siège de la Délégation interministérielle à l'aménagement du territoire et à l'attractivité régionale (DATAR) de 1983 à 1986. Il est alors nommé conseiller technique au cabinet du ministre de l'Industrie, Alain Madelin, jusqu'en 1988.
De 1988 à 1993, il intègre l'équipe qui pilote la construction du tunnel sous la Manche, puis il revient au cabinet d'Alain Madelin jusqu'en 1994.
Il entre alors aux Charbonnages de France, entreprise en liquidation progressive, dont il est président-directeur général de 1996, à 2006. 
En 2006,, il est nommé président de la Commission de régulation de l'énergie (CRE), en remplacement de Jean Syrota. Il est reconduit dans ses fonctions pour 6 ans, par décret du 7 février 2011, avant que Jean-François Carenco ne lui succède en février 2017.
Philippe de Ladoucette a par ailleurs milité dans le Parti républicain puis dans l'Union pour la démocratie française (UDF).
Il est chevalier de la Légion d'Honneur.